# 040 Est 0501 à 0691

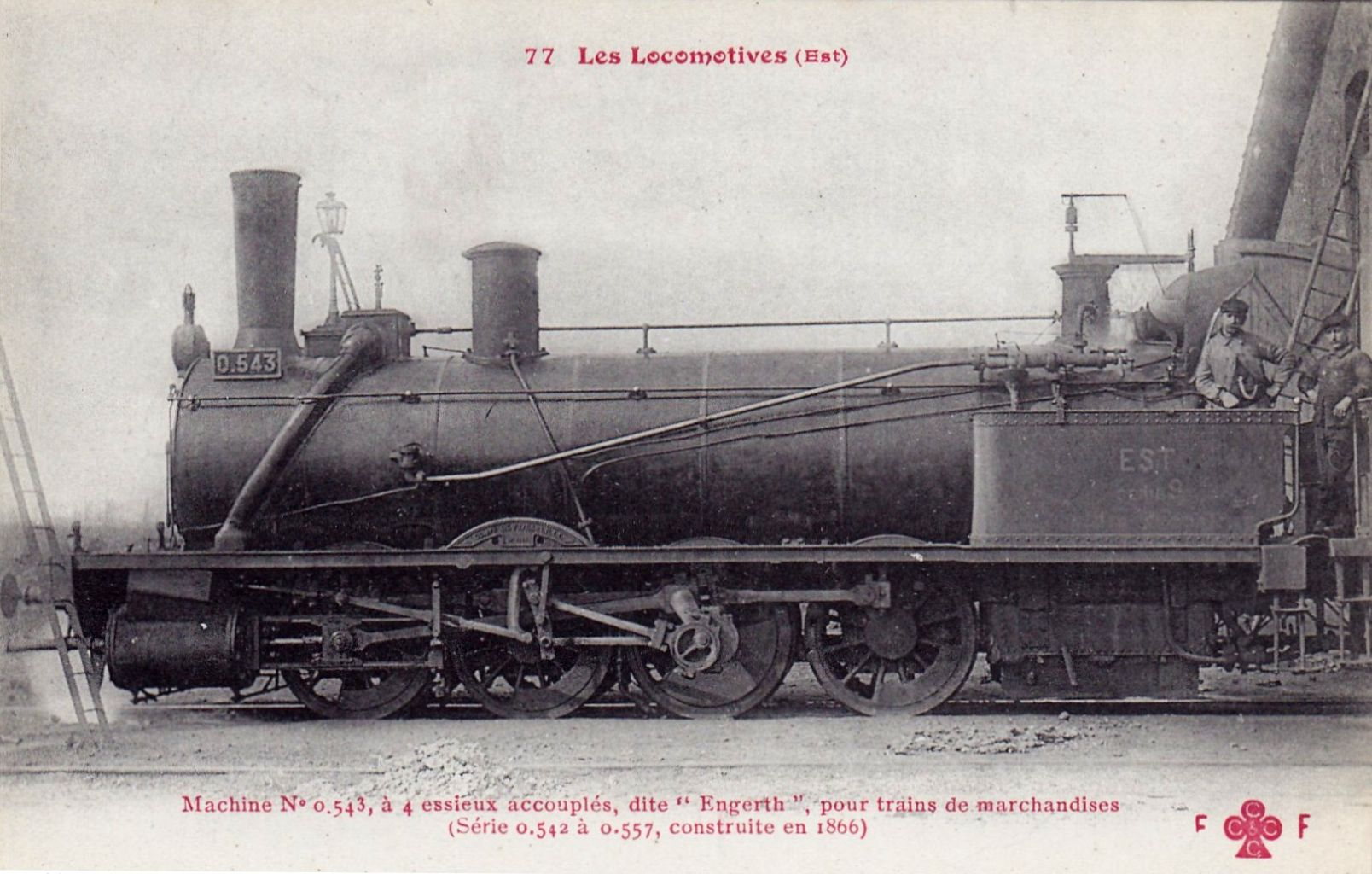
L'une des locomotives construites par la compagnie

Les Eight wheel de disposition d'essieux 040 numéros 0501 à 0691 furent des locomotives à vapeur construites pour la Compagnie des chemins de fer de l'Est par plusieurs sociétés :
- Le Creusot pour la tranche 0501 à 0525 de 1856 à 1857
- L'EMBG situé à Graffenstaden pour la tranche 0526 à 0541 de 1866 à 1867
- Fives-Lille pour la tranche 0542 à 0557 en 1869
- Les ateliers de la compagnie à Épernay pour la tranche 0558 à 0563 de 1870 à 1872
- La SACM pour la tranche 0564 à 0595 de 1881 à 1882
- Le Creusot pour la tranche 0596 à 0641 en 1886
- Les Anciens Établissements Cail pour la tranche 0642 à 0666 en 1886
- La SACM pour la tranche 0667 à 0678 en 1886
- et Le Creusot pour la tranche 0679 à 0691 en 1886

En 1938 il ne restait plus que 49 machines qui devinrent les 1-040 A entre 501 et 691 à la SNCF.

## Utilisation et services
Les 25 premières machines étaient en fait des Engerth qui furent détendérisées par les ateliers de la compagnie de 1860 à 1866. De ces 25 machines, il ne restait en 1938 que 4 exemplaires ( 1-040 A 509, 517, 519 et 520 ) qui constituaient les plus anciennes machines de la Compagnie des chemins de fer de l'Est incorporées au parc de la SNCF.
Jusqu'en 1905 avec l'apparition des Consolidation (les 140) elles figurèrent à l'effectif de tous les dépôts à vocation marchandises en tirant tous les trains lourds. Par la suite elles furent peu à peu déclassées et ne firent que du service de trains locaux, de navettes ou de manœuvres.
La dernière réformée fut la 1-040 A 671 fin 1957.

## Description
Ces machines disposaient d'un moteur à deux cylindres à simple expansion et la distribution était du type « Gooch ». Le foyer était un foyer de type « Crampton » à grille rectangulaire débordante. La porte de la boîte à fumées était à deux vantaux. D'origine ces machines ne disposaient que d'un abri constitué d'une tôle verticale pour le personnel de conduite, mais à partir de 1894 il y fut substitué une cabine en même temps qu'il y fut installé l'indicateur de vitesse de type « Flaman ».

## Tender
Les tenders qui leur furent accouplés étaient pour les 25 premières machines (ex-Engerth ) leur propre tender. Par la suite, avec la réforme de certaines unités, et comme le reste de la série ce furent des tenders à 2 essieux contenant 7 m3 d'eau et 5 t de charbon (les mêmes que pour les 021 Est 441 à 485, futures : 1-021 A entre 446 et 478 ) immatriculés 0526 à 0699 puis 1-7 A 526 à 699.

## Caractéristiques
- Pression de la chaudière : 9 et 10 kg/cm2
- Surface de grille : 1,92 m2
- Surface de chauffe : 188 m2
- Diamètre et course des cylindres : 500 mm × 660 mm
- Diamètre des roues motrices : 1 250 mm
- Masse à vide : 46 t
- Masse en ordre de marche : 52 t
- Masse adhérente : 52 t
- Longueur hors tout : 9,465 m
- Masse du tender en ordre de marche : 24 t
- Masse totale : 76 t
- Longueur totale : ?
- Vitesse maxi en service : 45 km/h